# Давиденко Леонід Миколайович
Давиденко Леонід Миколайович (13. 04. 1938, Київ — 11. 01. 2016, Київ) — український поет. Член Національної спілки письменників України НСПУ (1988).

## Творча і робоча біографія
У 1982 році закінчив Літературний інститут імені Горького у Москві.
1953–66 роки — працював у Києві на заводі «Арсенал».
1966–76 роки — начальник поштового вагона.
1978–79 роки — редактор сценарного відділу студії «Укртелефільм».
від 1980 — у журналі «Радуга»: 1992—2003 — редактор відділу поезії.

## Творчий доробок
Друкується від 1964. Пише російською та українською мовами.
Автор збірок: «Еще один сентябрь» (1971), «Слово о твоих руках» (1976), «Стала музыкой жизнь» (1979), «Когда глядишь окрест» (1987; усі — Київ), «В ограду вкован дикий виноград» (1992), «Міські елегії» (1993; обидві — Каменськ-Шахтинський), «Присылай мне своих снегирей: Избр. стихотворения» (2000), «Ознака: Поезії та проза» (2001), «Кора» (2007; усі — Київ).
Переклав російською з грузинської мови книгу віршів І. Ґамсахурдіа «Поэтам Кавказа» (К., 1997).